# Štafeta 4 x 100 metara
Štafeta 4 x 100 metara atletska je disciplina koja se trči u stazama preko jednog kruga staze, pri čemu četiri trkača trče po 100 metara. Trkači startaju kao kod utrke na 400 metara. 
Prije 2018. godine, palicu je trebalo proći unutar prelazne kutije od 20 m, a prethodila joj je zona ubrzanja od 10 metara. Promjenom pravila koja je stupilo na snagu 1. studenog 2017. ta je zona izmijenjena tako da uključuje dio ubrzanja kao dio prolazne zone, čime je cijela zona dužine 30 metara. Odlazeći trkač ne može dodirivati palicu dok nije ušao u zonu, dolazni trkač ne može dodirnuti palicu nakon što je napustio zonu. Zona je obično označena žutom bojom, često se koriste crte, trokuti ili druge oznake. Dok pravilnik određuje točno postavljanje oznaka, boje i stil samo se "preporučuju". Iako će većina naslijeđenih zapisa i dalje imati starije oznake, promjena pravila i dalje koristi postojeće oznake. Nisu sve nadležnosti upravljačkih tijela usvojile promjenu pravila.